# Melnîkove, Beieve
Melnîkove (în ucraineană Мельникове) este un sat în comuna Beieve din raionul Lîpova Dolîna, regiunea Sumî, Ucraina.

## Demografie
Componența lingvistică a localității Melnîkove
     Ucraineană (94,44%)
Conform recensământului din 2001, majoritatea populației localității Melnîkove era vorbitoare de ucraineană (94,44%), existând în minoritate și vorbitori de alte limbi.